# الحرب المصرفية
كانت الحرب المصرفية صراعًا سياسيًا نشأ بسبب مسألة تجديد ترخيص البنك الثاني للولايات المتحدة خلال فترة رئاسة أندرو جاكسون (1829 – 1873). أسفرت هذه القضية عن إغلاق البنك واستبداله ببنوك الولايات.
تأسس البنك الثاني للولايات المتحدة بوصفه مؤسسة خاصة بموجب ميثاق لمدة 20 عامًا، وكان له الحق الحصري في إجراء عمليات مصرفية على نطاق وطني. كان الهدف وراء البنك الثاني للولايات المتحدة هو استقرار الاقتصاد الأمريكي من خلال إنشاء عملة موحدة وتعزيز الحكومة الفيدرالية. يعتبره أنصاره عامل استقرار في الاقتصاد نظرًا لقدرته على توحيد الأسعار والتجارة، وتمديد الائتمان، وتوفير البلاد بعملة ثابتة وموحدة، وتقديم الخدمات المالية لوزارة الخزينة، وتسهيل التجارة بعيدة المدى، ومنع التضخم من خلال تنظيم ممارسات الإقراض لبنوك الولايات. استشهد الديمقراطيون الجاكسونيون بحالات الفساد وادعوا أن البنك الثاني للولايات المتحدة مال إلى تحسين أوضاع التجار والمضاربين على حساب المزارعين والحرفيين، وانخرط في استثمارات خاصة محفوفة بالمخاطر وتدخل في السياسة، ومنح امتيازات اقتصادية لمجموعة صغيرة من مساهمي الأسهم والنخب المالية، ما ينتهك مبدأ المساواة في الفرص. اعتبر بعضهم أن تنظيم البنك ككيان عام-خاص غير دستوري، وجادلوا بأن ميثاق المؤسسة ينتهك سيادة الولايات. بالنسبة لهم، رمز البنك إلى الفساد وتهديد الحريات.
في أوائل عام 1832، قدم رئيس البنك الثاني للولايات المتحدة نيكولاس بيدل، بالتحالف مع الجمهوريين الوطنيين بقيادة عضوي مجلس الشيوخ هنري كلاي (كنتاكي) ودانيال ويبستر (ماساتشوستس)، طلبًا لتجديد ترخيص البنك لمدة عشرين عامًا، أربع سنوات قبل انتهاء الميثاق المحدد له، بهدف الضغط على جاكسون لاتخاذ قرار قبل الانتخابات الرئاسية لعام 1832، التي سيواجه فيها جاكسون كلاي. عندما صوت الكونغرس لإعادة تجديد ترخيص البنك، استخدم جاكسون الفيتو لرفض المشروع. كانت رسالة الفيتو خاصته جدلية تعبر عن الفلسفة الاجتماعية للحركة الجاكسونية التي واجهت «المزارعين والفلاحين والصناع والعمال» ضد «المصالح المالية»، استفادت الطبقة الثرية على حساب عامة الشعب. أصبح البنك الثاني للولايات المتحدة المسألة المركزية التي فصلت بين الجاكسونيين والجمهوريين الوطنيين. رغم تقديم البنك مساعدة مالية كبيرة لكلاي ومحرري الصحف المؤيدين للبنك، إلا أن جاكسون حقق انتصارًا ساحقًا في الانتخابات.
مخافةً من تصعيد اقتصادي من بيدل، سارع جاكسون بإزالة الودائع الفيدرالية للبنك. في عام 1833، نظم توزيع الأموال على العديد من بنوك الولايات. ظهر حزب اليمين الجديد معارضًا لما اعتبره سوء استخدام جاكسون لسلطة التنفيذ، ووبّخ رسميًا في الكونغرس. ردًا على محاولته الترويج للتعاطف مع بقاء المؤسسة، رد بيدل بتقليص الائتمان المصرفي، مما أدى إلى تدهور مالي طفيف. حدثت ردة فعل في مراكز أعمال وأماكن التمويل في أمريكا ضد تحركات بيدل، ما اضطر البنك لعكس سياساته المالية المتشددة، لكن فرص إعادة ترخيصه كانت شبه معدومة. عمل الاقتصاد بصورة جيدة خلال فترة رئاسة جاكسون، ولكن يلقى بعض اللوم على سياساته الاقتصادية، بما في ذلك حربه ضد البنك، لإسهامها في وقوع أزمة ذعر العام 1837.

## إعادة إحياء النظام المصرفي الوطني
تأسس البنك الأول للولايات المتحدة تحت إشراف وزير الخزنة ألكساندر هاميلتون في عام 1791. دعم هاميلتون إنشاء بنك وطني اعتقادًا منه أنه سيزيد من سلطة وتأثير الحكومة الفيدرالية، ويدير السوق والتجارة بفعالية، ويعزز الدفاع الوطني، ويسدد الديون. تعرض البنك لهجمات من الفلاحين والبنائين بقيادة توماس جيفرسون وجيمس ماديسون. رأوا أنه غير دستوري لأن الدستور لم يسمح صراحة بذلك، وسينتهك حقوق الولايات، وسيعود بالفائدة على مجموعة صغيرة دون أن يوفر أي ميزة للكثيرين، خاصة الفلاحين. فازت وجهة نظر هاميلتون وتأسس البنك. بدأت المزيد من الولايات والمناطق المحلية في منح تراخيص لبنوكها الخاصة. طبعت بنوك الولايات أوراق نقدية خاصة بها، والتي استخدمت في بعض الأحيان تستخدم خارج الولاية، ما شجع الولايات الأخرى على إنشاء بنوك بهدف المنافسة. عمل البنك، عند إنشائه، مصدرًا للائتمان للحكومة الأمريكية، وباعتباره البنك الولاياتي الوحيد المرخص له، مع افتقاره إلى سلطات البنك المركزي الحديث: فلم يحدد السياسة النقدية، ولم ينظم البنوك الخاصة، ولم يحتفظ بالاحتياطيات الفائضة لديها، ولم يعمل مقرضًا وقت الحاجة، وأمكنه إصدار النقود فقط بناءً على رأس المال وليس النقود الورقية.
دعم كل من الرئيس ماديسون ووزير الخزانة ألبرت غالاتين إعادة ترخيص البنك الأول في عام 1811. استشهدا «بالنفعية» «والضرورة» وليس المبدأ. هزم خصوم البنك إعادة الترخيص بفارق صوت واحد في كل من مجلسي النواب والشيوخ في عام 1811. عارضت بنوك الولايات إعادة ترخيص البنك الوطني لأنه عندما أودعت بنوك الولايات أوراق نقدية لدى البنك الأول للولايات المتحدة، كان الأخير يقدم هذه الأوراق النقدية إلى بنوك الولايات ويطلب الذهب مقابلها، مما يقيد قدرة بنوك الولايات على إصدار الأوراق النقدية والحفاظ على احتياطات كافية من العملات الصعبة أو المال الصلب. في ذلك الوقت، كان بإمكان إبدال الأوراق النقدية بقيمة ثابتة من الذهب أو الفضة.
كانت الحجج المؤيدة لإحياء نظام وطني للتمويل، فضلًا عن التحسينات الداخلية والرسوم الجمركية الحمائية، بدافع من مخاوف الأمن القومي خلال حرب عام 1812. وكانت فوضى الحرب، حسب البعض «قد أظهرت ضرورة مطلقة لنظام مصرفي وطني». حدث الضغط لإنشاء بنك وطني جديد خلال الفترة التاريخية للولايات المتحدة بعد الحرب والمعروفة بحقبة المشاعر الحسنة. تنامت هناك حركة قوية لزيادة سلطة الحكومة الفيدرالية. ألقى البعض باللوم على الحكومة المركزية الضعيفة لأداء أمريكا السيء خلال معظم حرب عام 1812. وبعد الإهانة التي تعرض لها الحزب الفيدرالي، الذي تأسس على يد هاميلتون، انهار الحزب. انضم تقريبًا جميع السياسيين إلى حزب الجمهوريين، الذي تأسس على يد جيفرسون. كان من المأمول أن يشكل اختفاء حزب الفيدراليين نهاية للسياسة الحزبية. ولكن حتى في النظام الحزبي الجديد المفرد، بدأت الاختلافات الأيديولوجية والمناطقية تتفاعل مرة أخرى حول العديد من القضايا، منها حملة إعادة إصدار ترخيص البنك.
في عام 1815، أخبر وزير الخارجية جيمس مونرو الرئيس ماديسون أن «البنك الوطني سيربط الجانب التجاري من المجتمع بدرجة أكبر بالحكومة ويجعل أفراده مهتمين بأعمالها... هذا هو الهدف الأساسي لنظامنا». ازدادت الدعم «للنظام الوطني للنقد والمال» مع ازدهار الاقتصاد بعد الحرب وازدهار الأراضي، واجتمعت مصالح الممولين الشرقيين مع القوميين الجمهوريين في الجنوب والغرب. تكمن جذور إحياء بنك الولايات المتحدة في التحول الأساسي الذي شهدته أمريكا من اقتصاد زراعي بسيط إلى اقتصاد أصبح مترابطًا مع النظام المالي والصناعي. تفتحت الأراضي الغربية الشاسعة لاستيطان البيض، مترافقًا بتطور سريع، وتعزز ذلك بواسطة القوة البخارية والائتمان المالي. ارتأى النشطاء القوميون الجمهوريون ضرورة التخطيط الاقتصادي على المستوى الفدرالي لتعزيز التوسع وتشجيع المبادرة الخاصة. في الوقت نفسه، حاولوا «جمهرة السياسة المصرفية لهاملتون في إطار النظام الجمهوري». تباهى جون سي. كالهون، الممثل عن ولاية جنوب كارولينا وقومي قوي، بدعم القوميين من جانب اليومَن (مصطلح يطلق على التابع، أو المالك الزّراعي الصغير)، الذين «سيشاركون الآن في رأسمال البنك».